# 彤城氏
彤城氏是中国文献记载到的远古姒姓氏族。汉·司馬遷记载彤城氏是姒姓的十二个氏族之一。唐·司馬貞注解周代时的彤伯可能是指彤城氏的后裔。宋代韵书《廣韻》又在“成”字下注释“史记有形成氏”，是否是“彤城氏”的讹写尚待考证。宋·罗泌记载“商有肜伯，地即肜城”。